# Clapham (setta)
La setta di Clapham o santi di Clapham fu un gruppo di riformatori sociali della chiesa d'Inghilterra con sede a Clapham agli inizi del XIX secolo (attiva tra il 1790 e il 1830). Sono descritti dallo storico Stephen Michael Tomkins come "una rete di amici e famiglie in Inghilterra, con William Wilberforce come centro di gravità, che erano fortemente legati dai loro valori morali e spirituali condivisi, dalla loro missione religiosa e attivismo sociale, dal loro amore l'un per l'altro e dal matrimonio".

## Campagne e successi
I suoi membri erano principalmente personaggi di primo piano e ricchi  evangelici anglicani che condividevano opinioni politiche comuni riguardanti la liberazione degli schiavi, l'abolizione della schiavitù e la riforma del sistema penale.

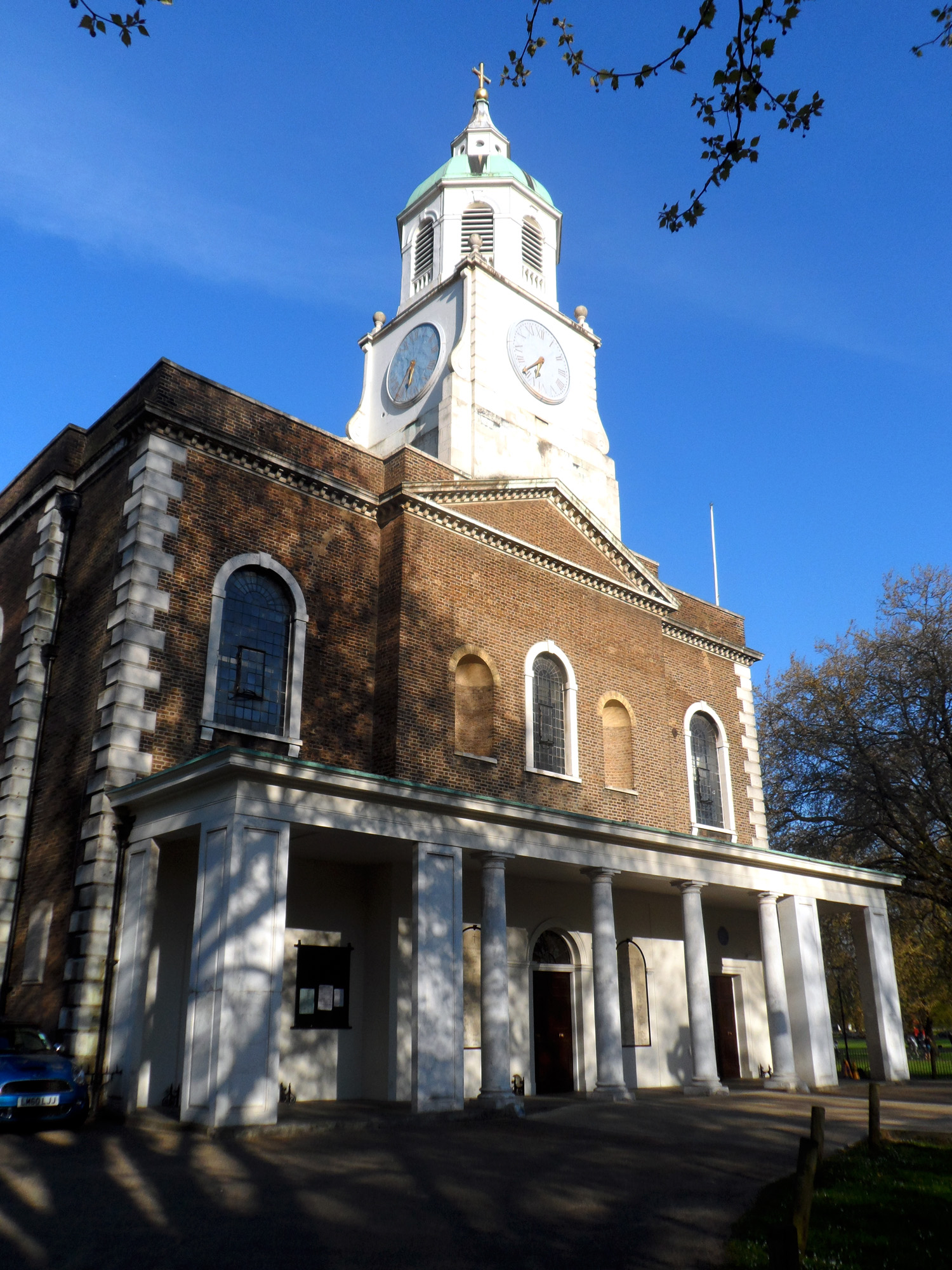
La Holy Trinity Church, Clapham Common

Il nome della setta derivò dai frequentatori della chiesa della Holy Trinity di Clapham Common, un'area a sud-ovest di Londra contornata da splendide ville.  Henry Venn, il fondatore, era il curato della Holy Trinity (1754) e suo figlio John divenne rettore (1792-1813).  Wilberforce e Henry Thornton, due dei capi più influenti della setta, abitavano nelle vicinanze e molte delle riunioni avvenivano nelle loro case. Essi erano sostenuti da Beilby Porteus, vescovo di Londra, che simpatizzava con diverse delle loro idee.  Il termine "setta di Clapham" fu un'invenzione successiva di James Stephen che lo coniò in un articolo del 1844 che celebrava e romanticizzava l'opera di questi riformatori. A loro volta, la setta non utilizzò alcun nome particolare, ma i suoi membri vennero spesso satiricamente appellati "i santi".
Il gruppo pubblicò un giornale, Christian Observer, edito da Zachary Macaulay e venne anche accreditato con la creazione di diversi missionari e società, tra cui la British and Foreign Bible Society e Church Missionary Society.
Essi fondarono Freetown in Sierra Leone, la prima grande colonia britannica in Africa, il cui scopo, secondo le parole di Thomas Clarkson, era "l'abolizione della tratta degli schiavi, la civilizzazione dell'Africa e l'introduzione del Vangelo".
Dopo diversi decenni di lavoro sia nella società britannica che nel Parlamento, il gruppo vide i suoi sforzi premiati con il passaggio finale dello Slave Trade Act nel 1807, che vietava il commercio degli schiavi in tutto l'Impero britannico e, dopo molti altri anni di campagne, l'emancipazione totale degli schiavi britannici con l'approvazione dello Slavery Abolition Act nel 1833. Fecero anche una vigorosa campagna perché la Gran Bretagna usasse la sua influenza per sradicare la schiavitù in tutto il mondo.
Tra le altre società da loro fondate o con cui erano collegati, Anti-Slavery Society, Abolition Society, Proclamation Society, Sunday School Society,  Bettering Society e Small Debt Society.
La setta di Clapham venne accreditata di aver giocato un ruolo importante nello sviluppo della morale vittoriana, attraverso gli scritti, le società, l'influenza in Parlamento e l'esempio nelle campagne filantropiche e morali, in particolare contro la schiavitù. Nelle parole di Tomkins, «L'ethos di Clapham divenne lo spirito del tempo.»

## Membri
- Thomas Fowell Buxton (1786–1845), membro del parlamento e birraio
- William Dealtry (1775–1847), Rettore di Clapham, matematico
- Edward James Eliot (1758–97), parlamentare
- Thomas Gisborne (1758–1846), ecclesiastico e autore
- Charles Grant (1746–1823), amministratore, presidente dei direttori del Compagnia britannica delle Indie orientali, padre del primo Lord Glenelg
- Katherine Hankey (1834–1911), evangelista
- Zachary Macaulay (1768–1838), costruttore, governatore coloniale, padre di Thomas Babington Macaulay
- Hannah More (1745–1833), scrittore e filantropo
- Granville Sharp (1735–1813), studioso e amministratore
- Charles Simeon (1759–1836), pastore anglicano e promotore di missioni
- James Stephen (1758–1832), bisnonno di Virginia Woolf.
- Lord Teignmouth (1751–1834), governatore generale dell'India
- Henry Thornton (1760–1815), economista, banchiere, filantropo, membro del parlamento per Southwark, bisnonno dello scrittore E.M. Forster
- Henry Venn (1725–97), fondatore della cetta, padre di John Venn (1759–1813) e bisnonno di John Venn (creatore del diagramma di Venn)
- John Venn (1759-1813), rettore della Holy Trinity Church, Clapham
- William Wilberforce (1759–1833), membro del parlamento per Kingston upon Hull, Yorkshire e Bramber, abolizionista
- William Smith (1756-1835), membro del parlamento